# Rec 2
Série Rec
Rec
(2007) Rec 3 Génesis
(2012)
Pour plus de détails, voir Fiche technique et Distribution.
Rec 2 (également typographié [REC]2) est un film d'horreur espagnol réalisé par Jaume Balagueró et Paco Plaza, sorti en 2009. C'est la suite directe du film Rec sorti en 2007 et réalisé par le même duo. L'histoire se déroule quelques minutes après la fin du premier film.

## Synopsis
Les autorités ont perdu tout contact avec qui que ce soit à l'intérieur de l'immeuble, ce dernier ayant été mis en quarantaine. Personne ne sait exactement ce qu'il s'est passé à l'intérieur. À l'extérieur, c'est le chaos avec une foule importante qui s'est massée devant le bâtiment. Il est alors décidé de faire entrer une unité d'intervention spéciale à l'intérieur afin de contrôler la situation et d'en apprendre plus sur les événements qui se sont déroulés. Le docteur Owen, un représentant du ministère de la Santé, les accompagne. Pour ces quatre militaires, Jefe, Martos, Rosso et Larra, la mission paraît simple. Seulement, une fois entrés dans le bâtiment, la situation dégénère rapidement quand Martos est mordu par une habitante de l'immeuble en état de frénésie sanguinaire.
Martos, rapidement infecté, s'en prend à ses collègues qui l'enferment dans une pièce. Owen accroche un chapelet à la porte et prononce une prière, ce qui a pour effet immédiat de calmer Martos. Prenant la direction des opérations, Owen révèle aux autres qu'il est en réalité un prêtre catholique envoyé par l'Église et que la véritable mission est de récupérer un échantillon de sang de Tristana Medeiros, qui est la cause de l'infection. Les militaires sont réticents mais Owen les persuade en leur disant qu'il est le seul à pouvoir affirmer que la mission est terminée et ainsi évacuer le bâtiment. Les militaires fouillent l’appartement où Medeiros était retenue et trouvent le cadavre du père Albelda, qui était chargé de son cas. Ils trouvent ensuite un échantillon du sang de Medeiros mais le perdent à la suite d'une mauvaise manipulation. Owen leur annonce que le seul moyen d'accomplir la mission est désormais de retrouver Medeiros. Ils sont alors attaqués par des infectés et Larra, séparé des autres et acculé dans une pièce, se suicide. 
Pendant ce temps, le père de Jennifer (la petite fille du premier film) persuade un pompier de l'aider à entrer dans l'immeuble par les égouts. Ils sont suivis à leur insu par trois adolescents, Tito, Mire et Ori, et tous pénètrent dans le bâtiment mais la police scelle l'entrée derrière eux. Le père de Jennifer est infecté à son tour puis tué, puis le pompier, attaqué par Martos, est tué accidentellement par Mire qui tue Martos juste après. Tito a été infecté à son tour et c'est à ce moment qu'Owen, Jefe et Rosso les trouvent. Ils enferment Mire et Ori dans une pièce et rencontrent la journaliste Angela Vidal, saine et sauve mais en état de choc. Ils interrogent ensuite Tito, possédé, et déduisent de ses réponses que Medeiros est au grenier de l'appartement du père Albelda et que certains endroits sont accessibles uniquement dans l'obscurité totale en étant muni d'une lumière infrarouge.
En utilisant la vision nocturne de leur caméra, le groupe trouve une porte cachée. Ils sont ensuite attaqués par Medeiros, qui tue Jefe avant qu'Angela Vidal ne lui fasse sauter la tête d'un coup de fusil. Owen est fou de rage car il lui fallait absolument la prendre vivante mais Angela, qui semble perdre totalement le contrôle de ses nerfs, ne pense qu'à sortir de l'immeuble. Devant le refus d'Owen, elle s'en prend à lui et abat Rosso qui tentait de s'interposer. Il est alors révélé qu'Angela est le nouvel hôte de l'entité démoniaque qui possédait Medeiros. Angela tue Owen puis, imitant parfaitement sa voix, contacte les autorités pour leur signifier que la mission est accomplie, qu'il doit rester à l'intérieur car il a été infecté et que la seule survivante autorisée à sortir est Angela. Un flashback révèle alors ce qui s'est passé juste après la fin du premier film : Angela est maîtrisée par Medeiros et se fait transmettre par la bouche un organisme vermiforme. Elle entend ensuite l'équipe d'intervention arriver et va se cacher.

## Fiche technique
- Titre : Rec 2
- Réalisation : Jaume Balagueró et Paco Plaza
- Scénario : Jaume Balagueró, Manu Diez et Paco Plaza
- Photographie : Pablo Rosso
- Montage : David Gallart
- Décors : Gemma Fauria
- Costumes : Glòria Viguer
- Production : Julio Fernández
- Sociétés de production : Castelao Producciones, Filmax, avec le soutien de Generalitat de Catalunya, Instituto de Crédito Oficial et le Ministère de la Culture
- Sociétés de distribution : Filmax ( Espagne), Le Pacte ( France)
- Budget : 1 500 000 euros[1]
- Pays d'origine :  Espagne
- Langue originale : espagnol
- Format : couleurs - 1,85:1 - son Dolby Digital EX - 35 mm
- Genre : horreur
- Durée : 85 minutes
- Dates de sortie :
  - Espagne : 2 octobre 2009
  - France et Belgique : 23 décembre 2009
- Classification :
  - Espagne : Déconseillé aux moins de 18 ans
  - France : Interdit aux moins de 12 ans lors de sa sortie en salles et aux moins de 16 ans à la télévision

## Distribution
- Jonathan Mellor (VF : Edgar Givry) : le docteur Owen
- Óscar Zafra (VF : Marc Alfos) : Chef (Jefe)
- Manuela Velasco (VF : Delphine Moriau) : Ángela Vidal
- Alejandro Casaseca (VF : Damien Boisseau) : Martos
- Pablo Rosso (VF : Emmanuel Jacomy) : Rosso
- Ariel Casas : (VF : Marc Perez) : Larra
- Pau Poch (es) (VF : Alexis Tomassian) : Tito
- Álex Batllori (es) (VF : Donald Reignoux) : Ori
- Andrea Ros (VF : Olivia Luccioni) : Mire
- Javier Botet : Tristana Medeiros
- Pep Molina (VFB : Gaëtan Wenders) : le père de Jennifer
- Juli Fàbregas (VF : David Krüger) : Jose, le pompier

## Production
Après le succès du film Rec, les deux réalisateurs ont signé pour écrire une suite.
Le tournage a débuté le 10 octobre 2008 pour s'achever en décembre de la même année. Le film réunit la même équipe de tournage ainsi que la majorité des acteurs de Rec. Il a été tourné à Barcelone en six semaines.

## Accueil

### Box-office
Le film a rapporté plus de 18 000 000 $ de recettes au box-office dans le monde entier. Il a réalisé 493 480 entrées en France et 835 747 entrées en Espagne.

### Accueil critique
Le film obtient 69 % de critiques positives, avec un score moyen de 6,1/10 et sur la base de 61 critiques collectées, sur le site internet Rotten Tomatoes. Sur Metacritic, il obtient un score de 52/100 sur la base de 13 critiques collectées.

## Distinctions
Sauf mention contraire, cette liste provient d'informations de l'Internet Movie Database.

### Récompenses
- Prix Gaudí du meilleur montage, du meilleur maquillage, du meilleur son et des meilleurs effets spéciaux en 2010.

### Nominations
- Prix Goya des meilleurs effets spéciaux en 2010.